# Steve Forrest (musicista)
Steven Forrest (Modesto, 25 settembre 1986) è un cantante, chitarrista e batterista statunitense, militante nel gruppo rock Planes.
Prima di far parte del gruppo Placebo ha suonato nel gruppo punk rock statunitense Evaline.
L'annuncio ufficiale del passaggio alla nuova band è stato pubblicato il 6 agosto 2008, anche se la decisione di lasciare gli Evaline era stata già presa a gennaio 2007. Steven rimase comunque in appoggio alla band per il loro tour 2007 negli Stati Uniti come gruppo spalla dei Placebo e fu proprio quest'esperienza che contribuì a creare quel feeling che avrebbe portato all'ingaggio di Steve nel gruppo inglese.
Dopo aver passato mesi a scrivere testi, Steven Forrest raggruppò vari amici di Londra per formare una nuova band, i Planes, nella quale ricopre il ruolo di cantante e chitarrista. La band ha pubblicato l'EP di debutto nell'estate 2012 e sono tornati con un nuovo album e un tour nella primavera del 2013.
Nel febbraio 2015 abbandona il ruolo di batterista nel gruppo dei Placebo.